# Maafilaafushi
Maafilaafushi is een van de bewoonde eilanden van het Lhaviyani-atol behorende tot de Maldiven.